# Gaetano Crugnola
Gaetano Crugnola (Induno Olona, 5 marzo 1850 – Induno Olona, 6 settembre 1910) è stato un ingegnere e scrittore italiano.

## La vita
Nato da una famiglia di commercianti, fece studi liceali al Beccaria di Milano, quindi studiò al Politecnico di Zurigo, dove si laureò in ingegneria civile nel 1873. Nello stesso anno esercitò nelle Ferrovie Svizzere dove rimase fino al 1879, quindi passò al servizio di una società francese per la costruzione della Ferrovia Clermont-Ferrand Tulle, raggiungendo il grado di capo-sezione principale, e rimanendovi fino al 1882.
In questo periodo iniziò a realizzare anche alcuni saggi monografici di ingegneria, avviando una intensissima attività pubblicistica in vari campi. La produzione del Crugnola non si limitò all'ambito ingegneristico, ma spaziò anche nel campo letterario, archeologico, botanico e di storia dell'arte, e gli portò una fama che varcò ampiamente i confini nazionali.
Nel 1882, in seguito a vincita di concorso, venne nominato ingegnere capo dell'ufficio tecnico provinciale di Teramo. È di questo periodo la compilazione di un Dizionario di ingegneria e architettura, compreso scienze, arti e materie affini, pubblicato nel 1883 (composto da cinque volumi, e con traduzioni dei vocaboli in francese, tedesco e inglese). Questo dizionario composto di oltre 3500 pagine costituisce la sua opera maggiore, e ha rappresentato la prima raccolta sistematica delle conoscenze tecnico-scientifiche.
Nel 1888, sempre per concorso, fu chiamato a coprire la cattedra di Costruzioni al Politecnico di Torino, allora vacante, ma rifiutò l'incarico per rimanere a Teramo, con la facoltà di accettare alcuni lavori governativi (successivamente rifiutò pure gli incarichi al Politecnico di Roma nel 1901 e di Milano nel 1907).
Tutta la sua attività professionale, durata 28 anni, la svolse nella cittadina abruzzese, con la quale stabilì un legame molto profondo, sia a livello professionale, sia per ragioni familiari, dato che le figlie si erano sposate a Teramo. Venne assiduamente chiamato a ricoprire molti collegi arbitrali per la risoluzione di controversie tra lo Stato e le imprese realizzatrici di costruzioni ferroviarie. In particolare fu membro delle commissioni istituite per i porti di Genova (Commissione Adamoli), Civitavecchia, Napoli, per l'inchiesta sul palazzo di giustizia a Roma. Ricevette pure svariati incarichi da provincie, comuni, società ferroviarie, e fu membro di importanti giurie all'Esposizione di Milano (1906) e del Comitato di Navigazione Interna. In ambito locale fu Presidente della giunta di vigilanza del reale istituto tecnico, e fece parte della commissione per la conservazione e tutela dei monumenti di Teramo.
Parallelamente all'espletamento di questi incarichi portò avanti anche la ricchissima attività di produzione scientifica, pubblicando memorie scientifiche (in particolare di idraulica) e letterarie; si occupò di botanica (erbarii e monografie) collaborando con l'Istituto Centrale di Firenze. Le sue opere più importanti vennero tradotte in diverse lingue.
Nel 1907 venne chiamato, in rappresentanza dell'Italia centrale come membro del consiglio d'amministrazione delle Ferrovie di Stato, per la cui nomina dovette rassegnare le dimissioni da capo dell'ufficio tecnico provinciale di Teramo, dimissioni che fu poi costretto a ritirare per le manifestazioni d'affetto ricevute; nonostante ciò intervenne sempre con assiduità alle riunioni delle Ferrovie dello Stato che si svolgevano a Roma.
Importante fu anche l'attività professionale svolta a Teramo, dando un importante contributo per lo sviluppo della rete stradale provinciale, alla realizzazione della ferrovia Montesilvano-Penne, al porto canale Pescara-Castellamare Adriatico, e facendo guadagnare a Teramo, in quegli anni, uno dei primi posti in Italia per la realizzazione di opere pubbliche.
Fu membro della Società botanica italiana, membro corrispondente dell'Istituto Lombardo di Scienze e Lettere, insignito della Croce della Legione d'Onore, di quella di Ufficiale Mauriziano e della Commenda della Corona d'Italia. Conoscitore di svariate lingue straniere, collaborò con rassegne tecniche francesi, inglesi, tedesche e americane.

## Opere e scritti
- 8. Congresso di navigazione, Parigi 1900, Venezia, Stab. tip. F. Garzia & C., 1901
- 8. congresso internazionale di navigazione in Parigi 1900 (resoconto e considerazioni), Venezia, Stab. F. Garzia, 1903
- Alfred de Musset e la sua opera (studio critico) (Le poesie), Teramo, B. Cioschi
- Alfred de Musset e la sua opera, (studio critico), Teramo, Rivista abruzzese
- Alfred de musset e la sua opera. Studio critico. Le poesie, I (analisi delle poesie), Teramo, Tip. Commerciale B. Cioschi, 1903
- Analogie fra la flora italiana e quella dell'Africa meridionale, Firenze, Pellas, 1899
- Bauausfuhrung des Gattico-Tunnels im Zuge der Santhia-Borgomanero-Arona-bahn, Zurich, J. Frey, 19..
- Bibliografia, Torino, Tip. e Lit. Camilla e Bertolero, 1893
- Bollettino bibliografico, Teramo, Rivista Abruzzese, 1908
- Cenni sulla irrigazione della provincia di Teramo, Teramo, G. Fabbri, 1893
- Coincidenza delle piene in parecchi affluenti di un corso d'acqua principale, Torino, Camilla e Bertolero, 1884
- Concorso per la costruzione di due ponti sul Danubio in Budapest, Torino, Camilla e Bertolero, 1894
- Congresso internazionale di navigazione. Resoconto e considerazioni, Venezia, Garzia & C., 1903
- Considerazioni intorno ai dominii botanici nella vegetazione del globo, Napoli, 1900?
- Considerazioni sulle piene dei fiumi specialmente della Germania a proposito di una conferenza, Torino, Camilla e Bertolero, 1904
- Conversazioni scientifiche: a proposito di una recente scoperta, Teramo, Rivista Abruzzese, 1906
- Dei grandi serbatoi proposti come provvedimento per scemare la portata delle piene fluviali, Torino, Camilla & Bertolero, 1886
- Dei movimenti di terra (Testo e Tavole), Torino, Augusto Federico Negro, 1891-1892
- Dei movimenti di terra, Torino, Augusto Federico Negro, Tip. Edit., 1891
- Dei ponti girevoli in generale e di quello recentemente costruito per l'arsenale di Taranto, Torino, Tip. Lit. Camilla e Bertolero, 1888
- Dei tetti metallici. Applicazione dei metodi grafici allo studio della stabilita delle incavallature (tavole), Torino, A.F. Negro, stampa 1877
- Delle serre o chiuse nei monti e nelle colline proposte come provvedimento atto a scemare l'altezza delle piene nei fiumi : considerazioni dell'ingegnere Gaetano Crugnola, Torino, Tip. e lit. Camilla e Bertolero, 1886
- Di alcune fondazioni profonde nelle sabbie o terreni facilmente amovibili col sistema dei pozzi, Torino, Tip. Lit. Camilla e Bertolero, 1892
- Dizionario tecnico di Ingegneria e di architettura nelle lingue italiana, francese, Inglese e tedesca, compresovi le scienze, arti e mestieri affini (cinque volumi), Torino, Augusto Federico Negro Tip. Edit., 1883
- Etude des systemes propres a racheter les grandes chutes entre les biefs de canaux (rapport general), Bruxelles, Impr. des travaux publics, 1905
- Ferrovia economica fra Montesilvano e Penne, progetto di massima, Torino; Napoli, A. F. Negro, 1888
- I grandi trafori alpini, Torino, Politecnica, 1906
- I lavori pubblici nel Cantone di Vaud (Svizzera), Torino, Tip. Lit. Camilla e Bertolero di Natale Bertolero, 1898
- Il gotico del duomo di Milano e la certosa di Pavia, pubblicato su L'Ingegneria civile e le arti industriali, XXV, 1899, 43 pp. 40–47);
- Il Niemen o Memel, la Pregel e la Vistola e rispettivi bacini idrografici, Torino, Bertolero, 1903
- Il nuovo cimitero di Alanno. Norme generali, appunti e schizzi, Torino, Tip. Lit. Camilla e Bertolero, 1889
- Il ponte sul Firth of Forth presso Queensferry in Scozia, Torino, Camilla e Bertolero, 1883
- Il ponte sul golfo di Forth presso Queensferry in Iscozia, Torino, Tip. e lit. Camilla e Bertolero, 1890
- Il programma ferroviario nella provincia di Teramo, Teramo, Corriere, 1907
- Incrociamenti e deviatoi (studio), Torino, Tip. e lit. Camilla e Bertolero, 1883
- Influenza del sistema d'attacco sulla costruzione delle linghe gallerie a Foro Cieco, Torino, Camilla e Bertolero, 1883
- L'esercizio governativo delle strade ferrate, pubblicato su L'Ingegneria civile e le arti industriali, XIX, 1893, 10, pp. 156–159
- L'Oreficeria Medioevale nagli Abruzzi, monografia del Prof. Leopoldo Gmelin; tradotta dal tedesco per l'ing. Gaetano Crugnola, Teramo, Tip. del Corriere Abruzzese, 1891
- L'uomo nell'età della pietra in Abruzzo, Teramo, Corriere Abruzzese, 1892
- La conduttura d'acqua di karachi (Indie orientali), Torino, Tip. Camilla e Bertolero Edit., 1887
- La conduttura d'acqua di Scutari e di Kadikoi, pubblicato su L'Ingegneria civile e le arti industriali, XXV, 1899, 15, pp.
- La navigazione fluviale all'esposizione internazionale di Milano 1906, Milano, Soc. Ed. Tecnico Scientifica, 1907?
- La navigazione interna in Inghilterra, Roma, Tipo-lit. del genio civile, 1900
- La rigidezza delle funi secondo L. De Longraire, Torino, Tip. Lit. Camilla e Bertolero, 1890?
- La rottura del serbatoio di Sonzier presso Montreux, Torino, Camilla e Bertolero, 1889
- La rottura della traversa dell'Habra nella provincia d'Oran (Algeria), Torino, Camilla e Bertolero, 1882, 10 p., Estratto. dal fascicolo. 4. (a. 8.) del periodico mensile L'Ingegneria civile e le arti industriali.
- La traversa della Gileppe in vicinanza di Verviers, Torino, Tip. Camilla e Bertolero, 1882
- La vegetazione al Gran Sasso d'Italia : contributo alla geografia botanica, Teramo, G. Fabbri, 1894
- La vegetazione del Gran Sasso d'Italia, in La rivista abruzzese di scienze, lettere ed arti, a. 8. (1893), 1, pp. 12–21;  2, p. 66-78; 3, p. 112-117
- La vegetazione del Gran Sasso d'Italia. Elenco delle piante che crescono spontaneamente al Gran Sasso d'Italia, in La rivista abruzzese di scienze, lettere ed arti, a. 8. (1893), 5, pp. 219–225; 6, pp. 267–273; 9-10, pp. 459–465
- La vegetazione dell'Australia occidentale, 1906?
- La viabilità nella provincia di Teramo. Cenni storici e descrittivi, Teramo, G. Fabbri, 1893
- Le Pedicolari del Gran Sasso d'Italia: contribuzione alla geografia botanica, Teramo, G. Fabbri, 1891
- Le genziane del Gran Sasso d'Italia, Teramo, Tip. del Corriere Abruzzese, 1889
- Materiali per la flora dell'Abruzzo Teramano: un secondo manipolo di piante del Gran Sasso d'Italia, 1900, Firenze, Stab. Pellas
- Metodo grafico pel calcolo dei movimenti di terra, Torino, Augusto Federico Negro, 1874
- Nuovi studi intrapresi in Germania per ricercare le cause delle inondazioni ed i provvedimenti atti a scemarle (terza memoria), Torino, Tip. Lit. Camilla e Bertolero di N. Bertolero, 1901
- Ponte in muratura sul fiume Alento sotto Bucchianico nella provincia di Chieti: indagine sulle cause dei danni verificatisi nel manufatto e provvedimenti proposti, Teramo, Bertolero, 1904
- Pregio storico- artistico della Porta s. Domenico in Atri ed allargamento della medesima (Relazione), Teramo, Tip. del Corriere Abruzzese, 1890
- Rapporto sulla proposta del sig. ing. Emilio Pagano per l'impianto di un servizio di automobili in alcune strade della provincia, Ufficio Tecnico di Teramo, Stab. tip. A. De Carolis succ. Scalpelli, 1899
- Relazione degli ingegneri Crugnola e Cangia sul progetto di massima degli ingegneri Chiaves e Pastore per condurre a Torino le acque del Piano della Mussa, Torino, Tipografia Eredi Botta, 1902
- Relazione generale della giuria internazionale (relazione speciale), Milano, Capriolo & Massimino, 1908
- Relazione sulle condizioni geologiche e costruttive di un serbatoio in prossimità del Piano della Mussa sopra Balme (Valle di Ala, Stura di Lanzo), Torino, Tip. eredi Botta di L. Clemente Crosa, 1901
- Saggi critici letterari e recensioni, Teramo, Rivista abruzzese, 1910
- Saggi critici sopra alcune opere di botanica (sette serie), Firenze, Stab. Pellas, 1902-1903
- Saggi critici sopra alcune opere di botanica,  Estr. da: Nuovo giornale botanico italiano (Nuova serie), v. 7 (ott. 1900), n. 4 e v. 8 (gen. 1901), n. 1
- Serbatoi d'acqua o laghi artificiali, 1890
- Sistema orografico, idrografia e archeologia preistorica della provincia di Teramo, Teramo, Fabbri, 1891
- Stabilità delle costruzioni in ferro ed in acciaio e calcolo delle loro dimensioni in armonia colle più recenti esperienze : appendice indispensabile a tutti i trattati di costruzioni in ferro ed in acciaio, per cura dell'ingegnere G. J. Weyrauch; versione dal tedesco dell'ingegnere Gaetano Crugnola  (testo e tavole), Torino, A. F. Negro, 1879
- Strada ferrata da Clermont-Ferrand a Tulle con diramazione per Vendes (Francia), cenno descrittivo, Torino, Tip. e lit. Camilla e Bertolero, 1886
- Studi e lavori eseguiti dalla societa italiana per le strade ferrate del Mediterraneo nel periodo dal 1885 al 1897, Milano, C. e B. di Natale Bertolero, 1899
- Sui muri di sostegno delle terre e sulle traverse dei serbatoi d'acqua (Testo e Tavole), Torino, Augusto Federico Negro, 1883
- Sul significato della voce antepagamento, Teramo, Tip. del Corriere Abruzzese, 1890
- Sulla spinta delle terre e delle masse liquide (Testo e Tavole), Torino, A. F. Negro, 1880
- Un caso di atavismo nelle Orobanche, Firenze, Pellas, 1899
- Un manipolo di piante sul Gran Sasso d'Italia, in La rivista abruzzese di scienze, lettere ed arti, a. 9. (1894), 2, p. 57-61, Teramo, Tip. del Corriere Abruzzese, 1894
- Una piccola questione di priorità, 1903
- Utilizzazione dei corsi d'acqua nel Regno d'Italia, Torino, Tip. e lit. Camilla e Bertolero, 1889